# Катери Текаквита
Екатери́на (Катери) Текаквита (англ. Kateri Tekakwitha; 1656[…], Монтгомери, Нью-Йорк — 17 апреля 1680[…], Канаваке, Квебек) — святая Римско-Католической Церкви, дочь вождя мохавков.

## Биография
Мать Екатерины Текаквиты была христианкой из индейского племени алгонкинов, отец был язычником из племени мохоков. В возрасте четырёх лет заболела оспой, которая обезобразила её лицо. 18 апреля 1676 года была крещена католическим священником Жаком де Ламбервиллем из монашеского ордена иезуитов. При крещении получила имя Екатерина в честь святой Екатерины Сиенской (Катери — форма имени Екатерина в могаукском языке). Через некоторое время ей пришлось испытать преследования со стороны единоплеменников из-за своей веры, поэтому они была вынуждена покинуть племя и отправиться пешком через леса в католическую миссию Святой Марии, расположенную в 200 милях, недалеко от Монреаля. В 1679 году приняла личный обет целомудрия. Умерла 17 апреля 1680 года, в возрасте 24 лет.

## Прославление
После смерти её могилу стали посещать индейцы и французские колонисты, почитая её святой. В 1932 году стала первой кандидаткой из представителей коренных народов Северной Америки на причисление Католической церковью к лику святых.
22 июня 1980 года была причислена к лику блаженных римским папой Иоанном Павлом II. 18 февраля 2012 года Римский папа Бенедикт XVI причислил Катери Текаквита в лику святых.
На дверях кафедрального Собора Святого Патрика в Нью-Йорке имеется её изображение.
Почитается: в США 14 июля, в Канаде 17 апреля.